# Contarinia shelahovi
Contarinia shelahovi är en tvåvingeart som beskrevs av Kolomoets 1986. Contarinia shelahovi ingår i släktet Contarinia och familjen gallmyggor. Inga underarter finns listade i Catalogue of Life.